# Adonisea diffusa
Adonisea diffusa är en fjärilsart som beskrevs av Smith 1891. Adonisea diffusa ingår i släktet Adonisea och familjen nattflyn. Inga underarter finns listade i Catalogue of Life.